# 1. brigada 23. divizije (NOVJ)
Za druge 1. brigade glejte 1. brigada.
1. brigada 33. divizije je bila brigada v sestavi Narodnoosvobodilne vojske in partizanskih odredov Jugoslavije in ki je delovala med drugo svetovno vojno na področju Kraljevine Jugoslavije.

## Organizacija
- štab
- 4x bataljon